# Viscount de Vesci
Viscount de Vesci, of Abbeyleix in the Queen’s County, ist ein erblicher britischer Adelstitel in der Peerage of Ireland.
Familiensitz der Viscounts ist Abbeyleix Abbey in Abbeyleix im County Laois (früher Queen’s County).

## Verleihung und nachgeordnete Titel
Der Titel wurde am 19. Juli 1776 an Thomas Vesey, 2. Baron Knapton verliehen. Dieser hatte bereits 1730 von seinem Vater John Vesey, 1. Baron Knapton die fortan nachgeordneten Titel 2. Baron Knapton und 3. Baronet, of Abbeyleix in the Queen’s County, geerbt. Ersterer war diesem am 10. April 1750 in der Peerage of Ireland, letzterer war am 28. September 1698 in der Baronetage of Ireland dessen Vater Sir Thomas Vesey, 1. Baronet verliehen worden.
Der 4. Viscount wurde am 8. November 1884 zudem in der Peerage of the United Kingdom zum Baron de Vesci, of Abbey Leix in the Queen’s County, erhoben. Dieser Titel war im Gegensatz zu den irischen Titeln mit einem Sitz im britischen House of Lords verbunden, erlosch allerdings bereits 1903, als der 4. Viscount starb, ohne Söhne zu hinterlassen. Die Viscountcy und die übrigen Titel fielen an dessen Neffen als 5. Viscount. Heutiger Titelinhaber ist dessen Enkel Thomas Vesey als 7. Viscount.

## Liste der Viscounts de Vesci (1776)
- Thomas Vesey, 1. Viscount de Vesci (1735–1804)
- John Vesey, 2. Viscount de Vesci (1771–1855)
- Thomas Vesey, 3. Viscount de Vesci (1803–1875)
- John Vesey, 4. Viscount de Vesci (1844–1903)
- Yvo Vesey, 5. Viscount de Vesci (1881–1958)
- John Vesey, 6. Viscount de Vesci (1919–1983)
- Thomas Vesey, 7. Viscount de Vesci (* 1955)

Titelerbe (Heir apparent) ist der zweitgeborene Sohn des aktuellen Titelinhabers Hon. Oliver Vesey (* 1991).